# Baffinön

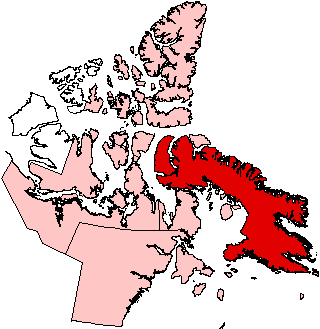
Baffin Islands läge i territoriet Nunavut.

Baffinön (engelska: Baffin Island, inuktitut: ᕿᑭᖅᑖᓗᒃ, Qikiqtaaluk, franska: Île de Baffin, fornnordiska: Helluland), är en arktisk ö i norra Kanada, i territoriet Nunavut. Med en yta på 507 451 km² är ön den största av Kanadas arktiska öar samt världens femte största ö. Ön har fått sitt namn efter den brittiske sjöfararen William Baffin. Under förcolumbiansk tid kan ön varit känd av nordmän på Grönland och Island som Helluland, som nämns i Islänningasagorna (sagan om Erik den röde) och Grönlänningasagan. Ön har cirka 11 000 invånare. Öns terräng varierar från stora berg till platt arktiskt lågland.

## Historia
Omkring 2000 f.Kr. började Pre-Dorsetkulturen etablera sig på norra delen av ön. Dessa efterträddes av Dorsetkulturen. De kallades så på grund av att de första fysiska bevisen av denna kultur har hittats nära Dorsetudden på öns sydvästkust. Mellan 1100-talet och 1300-talet spreds Thulekulturen över ön.
Baffinön var antagligen besökt av nordiska sjömän runt sekelskiftet på 1100-talet och ön kallades antagligen Helluland. Martin Frobisher nådde ön 1576 och mötte avkomlingarna till Thulekulturen, Baffinöns inuiter. Han gjorde ytterligare två resor (1577 och 1578) och förde med sig lådor med vad han trodde var guld, men i själva verket var malm. William Baffin, som ön är döpt efter, besökte öns östkust 1616 och Luke Foxe kom till Foxe Channel 1631. Ön låg i vägen för sökandet av Nordvästpassagen. William Parry utforskade öns västkust mellan 1821 och 1823. Han följdes av valfångare från Skottland och New England som etablerade en valfångststation i Cumberland Sound under det sena 1850-talet. Hudson Bay-kompaniet etablerade en post vid nuvarande Kimmirut 1911. Franz Boas vistades på ön vintern 1883-1884 och lyckades rita en ganska korrekt karta av ön.

## Geografi

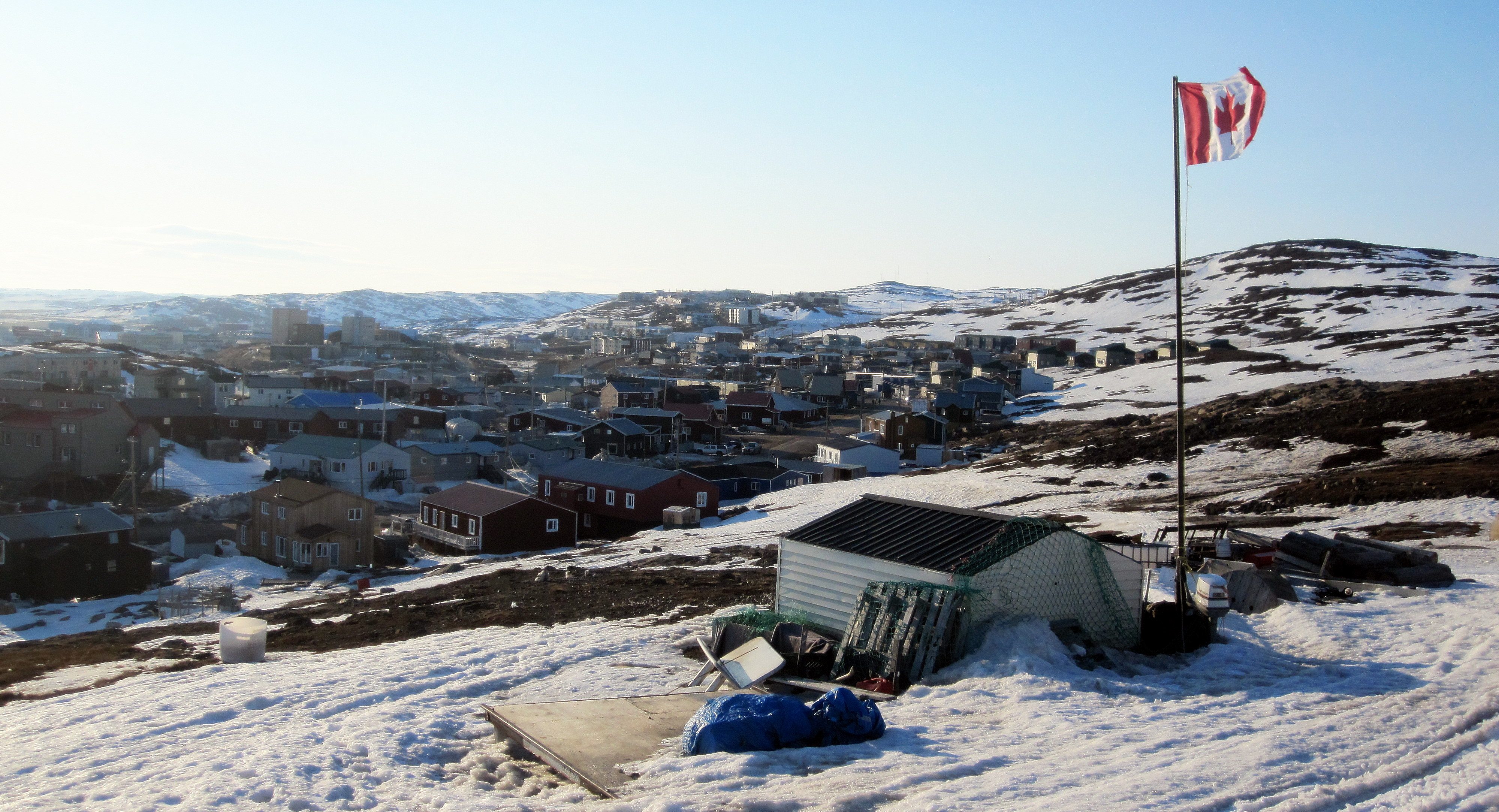
Iqaluit, Baffinöns största stad.

Iqaluit är öns största stad med drygt 5 000 invånare. Staden är också huvudstad i Nunavut. Den ligger på sydöstkusten. Tills 1987 delade staden namnet Frobisher Bay med bukten den ligger vid. Andra större städer på ön är Pangnirtung (1 325 inv), Pond Inlet (1 315), Clyde River (820), Arctic Bay (690) och Kimmirut (411) 
Söder om ön ligger Hudsonsundet som skiljer ön från Labradorhalvön på fastlandet. Österut ligger Davis sund och Baffinbukten och ytterligare österut ligger Grönland. Mot söder av den västra änden av ön är Fury och Heclasundet som separerar ön mot Melvillehalvön på fastlandet. Foxe Basin, Boothiaviken och Lancastersundet separerar ön från resten av ökedjan mot väst och norr. Åt väst och nordväst ligger andra mindre öar. Baffinbergskedjan löper längs öns nordvästra kust och är en del av Arktiska Cordilleran. Mount Odin är den högsta punkten på 2 147 m ö.h..). De största sjöarna ligger i sydcentrala delen av ön, Nettilling Lake 5 066 km² och Amadjuak Lake lite längre till söder. 
Geologiskt är Baffinön en fortsättning på östra kanten av Kanadensiska skölden som lutar uppåt i öst för att forma en bergsrygg som sluttar mot platåer och lågland i väst. Dess östkust är indragen av Cumberland Sound och Frobisher Bay.

## Klimat

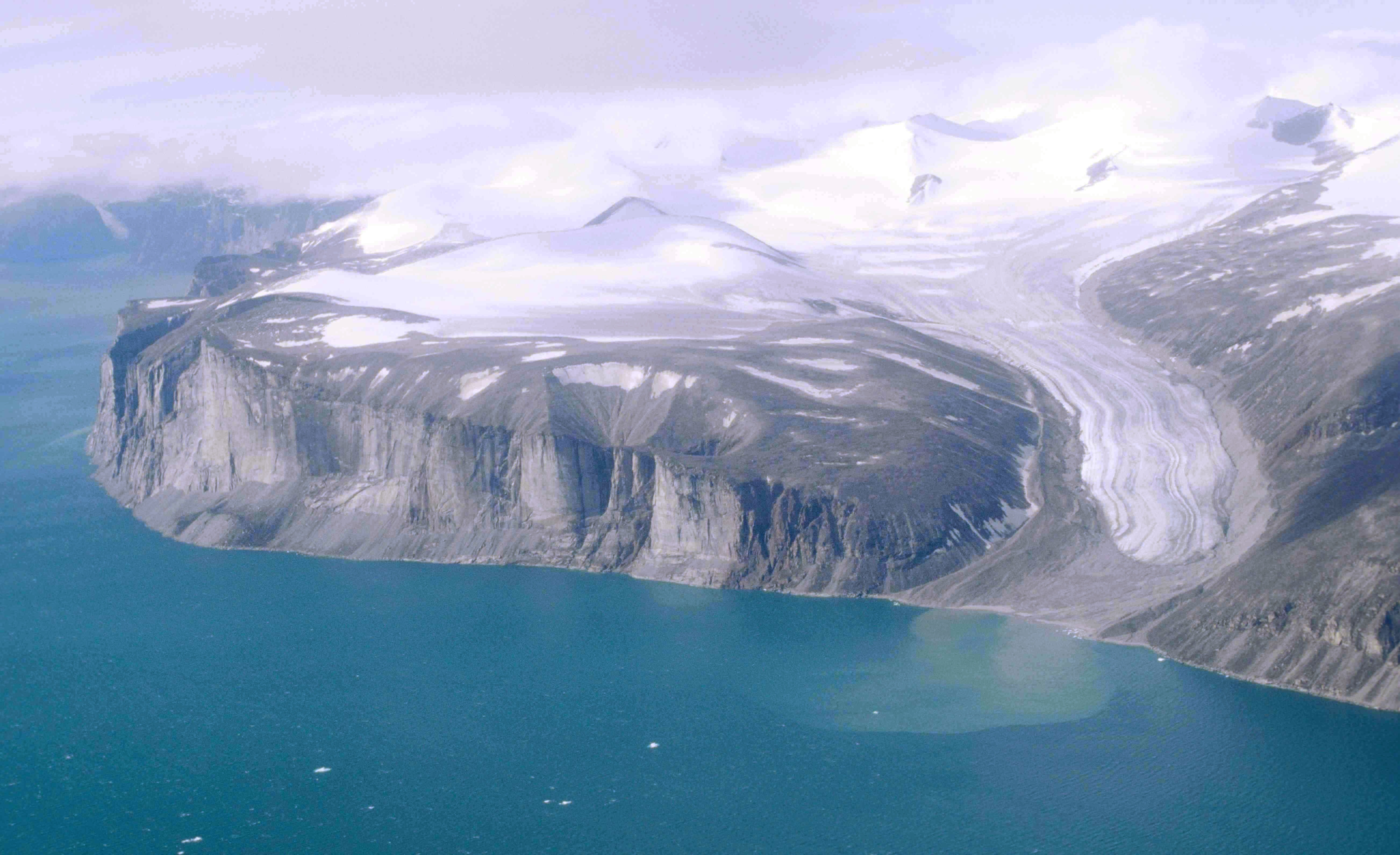
Baffinöns norra kust.

Baffinön ligger i ett relativt nordligt luftflöde året om. Ön har därför, liksom resten av östra Kanada, ett mycket kallt klimat. Detta medför långa, kalla vintrar och dimmiga, molniga somrar, vilket har bidragit till att ön endast har en liten befolkning. Våren kommer mycket senare än för andra områden som ligger på norra polcirkeln, i Iqaluit i sydöst runt tidig juni, till tidig eller mitten av juli på nordkusten. Snö, även kraftig sådan, kan förekomma när som helst på året, även om det är mindre troligt på sommarmånaderna.
Ön ligger på norra polcirkeln och i de norra delarna är det således polarnatt och midnattssol.

## Fauna
På ön finns bland annat isbjörn, fjällräv, fjällämmel och polarvarg. Ön är en häckningsplats för miljontals av flyttfåglar, som kommer till ön på sommaren och bygger bon, bland annat silvertärnan, som flyttar från ända från Antarktis. Vanlig är dessutom narvalar, valrossar, vitvalar, grönlandsvalar och olika sälar. 
På Cumberlandhalvön finns Auyuittuqs nationalpark som inrättades 1976.